# Morpho amphitrion
Espèce
Morpho amphitrion est une espèce d'insectes lépidoptères (papillons) qui appartient à la famille des nymphalidés, sous-famille des Morphinae, à la tribu des Morphini et au genre Morpho.

## Dénomination
Morpho amphitrion a été décrit par Otto Staudinger en 1887.

### Nom vernaculaire
Morpho amphitrion se nomme Amphitrion Morpho en anglais.

### Sous-espèces et formes
- Morpho amphitrion amphitrion présent au Pérou.
- Morpho amphitrion azurita Duchêne et Blandin, 2009
- Morpho amphitrion cinereus Duchêne, 1985 ; présent au Pérou.
- Morpho amphitrion susarion Fruhstorfer, 1913 ; présent en Bolivie[1].

## Description
Morpho amphitrion est un très grand papillon,au bord externe des ailes antérieures concave et aux ailes postérieures dentelées. Le dessus des ailes est de couleur bleu gris métallisé avec une large bordure grise ornée d'une ligne submarginale de taches blanches.

## Écologie et distribution
Morpho amphitrion est présent en Bolivie et au Pérou.

### Biotope
Morpho amphitrion réside en altitude, plus haut que les autres espèces de Morpho présentes dans les mêmes zones géographiques.

### Protection
Pas de statut de protection particulier

### Liens taxonomiques
- (en) Tree of Life Web Project : Morpho amphitrion